# Бачкитау
Бачкита́у (баш. Баҫҡытау) — деревня в Краснокамском районе Республики Башкортостан Российской Федерации. Входит в состав Новоянзигитовского сельсовета.

## География

### Географическое положение
Находится на берегу реки Белой.
Расстояние до:
- районного центра (Николо-Берёзовка): 56 км,
- центра сельсовета (Староянзигитово): 7 км,
- ближайшей ж/д станции (Нефтекамск): 49 км.

## Население
| 2002 | 2009 | 2010 |
| ---- | ---- | ---- |
| 362  | ↘317 | ↘270 |

Национальный состав
Согласно переписи 2002 года, преобладающая национальность — башкиры (91 %).